# Anopheles jeyporiensis
Anopheles jeyporiensis este o specie de țânțari din genul Anopheles, descrisă de James în anul 1902. Conform Catalogue of Life specia Anopheles jeyporiensis nu are subspecii cunoscute.